# David Mitzner
David Mitzner (ur. 11 kwietnia 1915 w Warszawie, zm. 23 września 2016) – polski i amerykański przedsiębiorca pochodzenia żydowskiego, założyciel i prezes spółki Apollo-Rida.

## Życiorys
Urodził się i wychował w Warszawie. W czasie II wojny światowej znalazł się w Stanisławowie skąd został deportowany do sowieckiego gułagu gdzie spędził osiem lat. Do Polski wrócił kilka lat po wojnie i w 1949 emigrował do USA, gdzie założył firmę deweloperską Rida Development. Po transformacji systemowej był jednym z twórców rynku nieruchomości w Polsce. W latach 90. XX wieku utworzył Apollo-Rida Poland Sp. z o.o. będącą między innymi inwestorem Warsaw Trade Tower. Przez kilkanaście lat mieszkał w warszawskim hotelu Marriott.  W 2015 roku był według Centralnego Ośrodka Informacji Gospodarczej najstarszym prezesem i członkiem zarządu w Polsce.
Był laureatem między innymi  pierwszej Nagrody Za Całokształt Osiągnięć Życiowych (Lifetime Achievement Award) podczas gali Eurobuild Awards w 2010. W kwietniu 2014 otrzymał z rąk naczelnego rabina Polski Michaela Schudricha oraz przewodniczącego Związku Gmin Wyznaniowych Żydowskich w RP Piotra Kadlčika – honorowy dyplom za zasługi dla rozwoju życia żydowskiego w Polsce. W listopadzie 2014 został odznaczony Krzyżem Oficerskim Orderu Odrodzenia Polski za  wybitne zasługi we wspieraniu transformacji ustrojowej Polski, za osiągnięcia w działalności na rzecz rozwoju polskiej gospodarki i przedsiębiorczości.